# 서산 여미리 비자나무
서산 여미리 비자나무(瑞山 余美里 비자나무)는 대한민국 충청남도 서산시 운산면 여미리에 있는 비자나무이다. 2008년 4월 10일 충청남도의 기념물 제174호로 지정되었다.

## 개요
운산면 여미리 비자나무는 이 마을 재지사족인 예민 이씨와 관련 있는 나무이다. 비자나무는 입향조 이창주의 증손인 이택(1651～1719)이 1675년 현직에 있을 때 제주도의 비자나무를 흙과 같이 가져와 심었다고 전해지는 나무이다. 그렇다면 이 비자나무의 수령은 약 330년으로 예민 이씨 가문의 역사와 더불어 궤를 같이 하는 역사성을 지니고 있는 나무이다.

## 같이 보기
- 비자나무

## 참고 자료
- 서산여미리비자나무 - 국가유산청 국가유산포털